# Октябрьский район (Москва)
Октябрьский район  бывшая единица административного деления города Москвы с 1930 до 1991 года. Назван в честь Октябрьской революции. 
Район первоначально располагался в северо-западной части города. С 1960 года — в центрально-западной части города.

## История
В 1929 году идёт переименование исторических районов Москвы. В декабре 1930 года  появляются новые районы, один из них Октябрьский. Располагается он на части территории Краснопресненского района.
В апреле 1936 года в связи с расширением границ Москвы и разукрупнением число районов увеличилось с 10 до 23, Октябрьский располагается к северо-западной окраине города.
Схема районов Москвы в 1936—1941 годах Архивная копия от 2 апреля 2015 на Wayback Machine
В 1941 году путём выделения из Октябрьского района был образован Тимирязевский район Москвы  решением исполнительных комитетов московского областного и московского городского советов депутатов трудящихся от 22 мая 1941 г. № 1477/20/33.

### Новое местоположение
В августе 1960 года в связи с расширением границ Москвы до МКАД образовано 17 районов, среди них 4 в пределах Садового Кольца.
Название Октябрьского района получает территория в юго-западной части. Старая территория почти полностью отходит Фрунзенскому району.
Схема районов Москвы в 1960 году Архивная копия от 20 ноября 2011 на Wayback Machine.
В 1969 году часть территории отходит к Черёмушкинскому району.
Схема районов Москвы в 1977—1983 годах Архивная копия от 20 ноября 2011 на Wayback Machine
С 1969 года простирался от набережной Мориса Тореза реки Москвы на юго-запад до улицы Обручева. Расположен по обеим сторонам Окружной железной дороги. Площадь — 1785 га, зелёных насаждений — 786 га (в том числе зелёные массивы ЦПКиО, Нескучного сада, Ленинских гор), водной поверхности — 62 га. Население — около 256 тысяч человек. Основные магистрали: Ленинский, Университетский и Ломоносовский проспекты, улица Димитрова.
На территории района сохранились многочисленные памятники истории и культуры, в том числе комплексы бывших Донского и Андреевского монастырей, ряд церквей (Николы в Берсеневе, Григория Неокесарийского, Иоанна Воина, Воскресения в Кадашах и другие), ряд городских усадеб (в том числе бывшая усадьба Демидовых) и особняков конца 18 — начала 20 веков. Часть района в пределах Садового кольца входит в состав заповедной зоны Замоскворечье.

### Расформирование
В 1991 году район был ликвидирован.
На данный момент территорию Октябрьского района образца 1930—1941 годов занимает Савёловский район, Тимирязевский район, район Аэропорт, район Коптево, Войковский район САО.
На данный момент территорию Октябрьского района образца 1960—1969 годов северо-восточную часть занимает район Якиманка ЦАО, юго-западную занимает Гагаринский район ЮЗАО.